# Lê Trung Ngôn
Thiếu tướng Lê Trung Ngôn (1926-1986) - Nguyên Phó Tư lệnh Binh chủng Công Binh, nguyên Tư lệnh Binh đoàn 11 (Bộ Quốc phòng) quê xã Phú Nhơn (nay là xã Tịnh Ấn), huyện Sơn Tịnh, tỉnh Quảng Ngãi. Sinh ra trong một gia đình Nho học có truyền thống yêu nước, ông tham gia cách mạng từ những ngày đầu cuộc kháng chiến chống thực dân Pháp xâm lược. Là một cán bộ trưởng thành từ hai cuộc kháng chiến chống thực dân Pháp và đế quốc Mỹ, chiến tranh bảo vệ Tổ quốc, trong suốt chặng đường 40 năm hoạt động cách mạng, Thiếu tướng Lê Trung Ngôn đã tỏ rõ là người chỉ huy thông minh, quyết đoán và dũng cảm. Đặc biệt, trong thời kỳ kháng chiến chống Mỹ, cứu nước, là một cán bộ công binh, ông đã lăn lộn trên những công trình, bám cơ sở, bằng kiến thức và kinh nghiệm cùng với sự sáng tạo vượt khó, vượt khổ để chỉ huy các đơn vị tham gia mở đường, đảm bảo phục vụ chiến đấu cho các lực lượng trên đường Trường Sơn- Đường Hồ Chí Minh huyền thoại, góp phần vào công cuộc giải phóng miền Nam, thống nhất đất nước.

## Tiểu sử
- Thiếu tướng Lê Trung Ngôn sinh ngày 1 tháng 2 năm 1926 tại xã Phú Nhơn (nay là xã Tịnh Ấn), huyện Sơn Tịnh, tỉnh Quảng Ngãi[1]. Năm 1939, ông học hết cấp 2 tại quê nhà rồi vào Huế học tú tài. Năm 1942 ông dự thi và đỗ vào trường Cao đẳng Giao thông - Công chính, đóng tại Hà Nội (ông là người điểm cao thứ 5 trong 30 người thi đỗ toàn xứ Đông Dương).
- Sau khi tốt nghiệp ông trở về quê nhà Quảng Ngãi tham gia phong trào Thanh niên cứu quốc Liên Khu 5. Tháng 4 năm 1947, ông nhập ngũ vào quân đội, tháng 5 năm 1949 ông được kết nạp Đảng và công tác tại tiểu đoàn Công binh thuộc Trung đoàn 308. Tháng 5 năm 1950 ông được bổ nhiệm chức Tiểu đoàn phó sau là Tiểu đoàn trưởng Tiểu đoàn 60  của Đại đoàn 308. Từ năm 1953 đến năm 1954 ông là Tiểu đoàn trưởng Tiểu đoàn 333, Trưởng ban tác chiến Trung đoàn Công binh 151 tham gia đảm bảo cho chiến dịch Điện Biên Phủ. Năm 1956-1957 ông lập gia đình và được bổ nhiệm làm Chủ nhiệm Công binh Quân khu Tả Ngạn, năm 1967 ông là Chủ nhiệm quân khu Hữu Ngạn.
- Năm 1969 ông được điều về công tác tại Đoàn 559. Năm 1970 ông được bổ nhiệm làm Tham mưu phó Cục Tham mưu Công binh. Từ năm 1970 đến 1975, do yêu cầu công tác, ông đã trải qua nhiều cương vị Tham mưu phó Bộ Tư lệnh Công binh, phó Tư lệnh Sư đoàn 473, phụ trách Công binh Quân khu 5, Sư đoàn phó Sư đoàn 561, Cục phó Cục Công binh thuộc Bộ Tư lệnh 559.
- Năm 1976 ông được điều động ra Bắc làm Phó Tư lệnh Binh chủng Công binh, tháng 8 năm 1980 ông được bổ nhiệm làm Phó tư lệnh - Tham mưu trưởng Binh chủng Công binh.
- Ngày 11 tháng 6 năm 1982 thành lập Binh đoàn 11 trực thuộc Bộ Quốc phòng và ông được bổ nhiệm làm Tư lệnh Binh đoàn 11, đên năm 1985 ông được Đảng và Nhà nước phong hàm Thiếu tướng.[2]
- Tháng 7 năm 1986 ông từ trần hưởng thọ 60 tuổi.

## Gia đình
- Ông nội ông là cụ Lê Trung Đình;
- Bố ông là nhà Nho Lê Trung Nghĩa;
- Vợ là bà Nguyễn Thị Tố Nga (bác sỹ quân Y);
- Con trai trưởng Lê Trung Dũng (Đại tá quân đội nhân dân Việt Nam);
- Con gái thứ là Lê Tú Anh;
- Con gái út là Lê Thị Tố Uyên;